# 20288 Nachbaur
A 20288 Nachbaur (ideiglenes jelöléssel 1998 FR62) a Naprendszer kisbolygóövében található aszteroida. A LINEAR projekt keretében fedezték fel 1998. március 20-án.